# Schweizer Cup (Fussball, Männer) 1980/81
Der 56. Schweizer Cup wurde vom 2. August 1980 bis zum 8. Juni 1981 ausgetragen. Titelverteidiger war der Verein FC Sion.

## Der Modus
Es wurde im K.-o.-System gespielt. Im Fall eines Gleichstandes zum Ende der Verlängerung wurde das Spiel auf dem Platz der Gastmannschaft wiederholt. Das Finalspiel fand in Bern statt.

## 1/16-Finals
In den 1/16-Finals spielten erstmals die Mannschaften der Nationalliga A mit:
| Datum             |                    | Ergebnis        |                         |
| ----------------- | ------------------ | --------------- | ----------------------- |
| 26.09.1980, 14:30 | FC Bulle           | 4:2             | FC Bern                 |
| 27.09.1980, 14:30 | FC Aarau           | 0:6             | Grasshopper Club Zürich |
|                   | FC Altstätten      | 3:3 (6:5 i. E.) | FC Lugano               |
|                   | FC Birsfelden      | 0:2             | FC Chiasso              |
|                   | FC Frauenfeld      | 2:4             | FC Zürich               |
|                   | FC Fribourg        | 0:3             | FC Basel                |
|                   | FC Martigny-Sports | 2:1             | Servette FC             |
|                   | FC Oberentfelden   | 1:3             | CS Chênois              |
|                   | Vevey-Sports       | 0:4             | FC Sion                 |
| 28.09.1980, 14:30 | FC Allschwil       | 0:3             | AC Bellinzona           |
|                   | Étoile Carouge     | 3:4 n. V.       | Nordstern Basel         |
|                   | FC Lengnau         | 0:1             | FC Lausanne-Sport       |
|                   | FC Schaffhausen    | 0:2             | BSC Young Boys          |
|                   | FC Suhr            | 0:4             | Neuchâtel Xamax         |
|                   | FC Vaduz           | 0:6             | FC Luzern               |
|                   | SC Veltheim        | 0:1 n. V.       | FC St.Gallen            |

## Achtelfinals
| Datum             |                         | Ergebnis  |                    |
| ----------------- | ----------------------- | --------- | ------------------ |
| 08.11.1980, 14:30 | Grasshopper Club Zürich | 4:1       | BSC Young Boys     |
| 09.11.1980, 14:30 | FC Basel                | 6:0       | FC Martigny-Sports |
|                   | AC Bellinzona           | 2:1       | FC Altstätten      |
|                   | FC Bulle                | 0:5       | FC Zürich          |
|                   | CS Chênois              | 0:1       | Nordstern Basel    |
|                   | FC Chiasso              | 0:2 n. V. | FC Sion            |
|                   | FC Lausanne-Sport       | 1:0       | FC Luzern          |
|                   | FC St. Gallen           | 2:0       | Neuchâtel Xamax    |

## Viertelfinals
| Datum             |                 | Ergebnis  |                         |
| ----------------- | --------------- | --------- | ----------------------- |
| 30.11.1980, 14:30 | AC Bellinzona   | 1:4       | Grasshopper Club Zürich |
|                   | FC Sion         | 3:1       | FC St. Gallen           |
|                   | Nordstern Basel | 2:2 n. V. | FC Lausanne-Sport       |
| 28.03.1981, 14:30 | FC Zürich       | 3:0       | FC Basel                |

Wiederholungsspiel
| Datum             |                   | Ergebnis |                 |
| ----------------- | ----------------- | -------- | --------------- |
| 29.03.1981, 14:30 | FC Lausanne-Sport | 3:1      | Nordstern Basel |

## Halbfinals
| Datum             |                   | Ergebnis  |                         |
| ----------------- | ----------------- | --------- | ----------------------- |
| 20.04.1981, 14:30 | FC Lausanne-Sport | 1:1 n. V. | Grasshopper Club Zürich |
|                   | FC Sion           | 0:0 n. V. | FC Zürich               |

Wiederholungsspiel
| Datum             |                         | Ergebnis  |                   |
| ----------------- | ----------------------- | --------- | ----------------- |
| 05.05.1981, 14:30 | FC Zürich               | 4:0       | FC Sion           |
| 12.05.1981, 14:30 | Grasshopper Club Zürich | 1:3 n. V. | FC Lausanne-Sport |

## Final
Das Finalspiel fand am 8. Juni 1981 im Stadion Wankdorf in Bern statt.
| Paarung           | FC Lausanne-Sport – FC Zürich |
| Ergebnis          | 4:3 n. V. (2:2, 1:0) |
| Datum             | 8. Juni 1981 um 15:00 Uhr |
| Stadion           | Stadion Wankdorf, Bern |
| Zuschauer         | 40.000 |
| Schiedsrichter    | Jakob Baumann (Schaffhausen) |
| Tore              | 0:1 Lüdi (38.) 1:1 Kok (47.) 1:2 Zappa (52., Foulelfer) 2:2 Mauron (65.) 3:2 Crescenzi (97.) 4:2 Crescenzi (98.) 4:3 Peterhans (108.)                                        |
| FC Lausanne-Sport | Burgener, Chapuisat, Raczynski, Bamert, Ryf, Parietti, Lei-Ravello (75. Crescenzi), Castella (46. Diserens), Mauron, Kok, Tachet Cheftrainer: Charly Hertig und Richard Dürr |
| FC Zürich         | Grob, Lüdi, Schönenberger, Landolt (91. Baur), Iselin, Moser (59. Kundert), Zappa, Jerković, Zwicker, Peterhans, Elsener Cheftrainer: Daniel Jeandupeux                      |